# Anita Modin
Anita Modin, född 26 april 1939 i Sundbyberg, död 23 september 2024, var en svensk socialdemokratisk politiker, som mellan 1981 och 1992 var riksdagsledamot för Stockholms kommuns valkrets.